# Entkernung

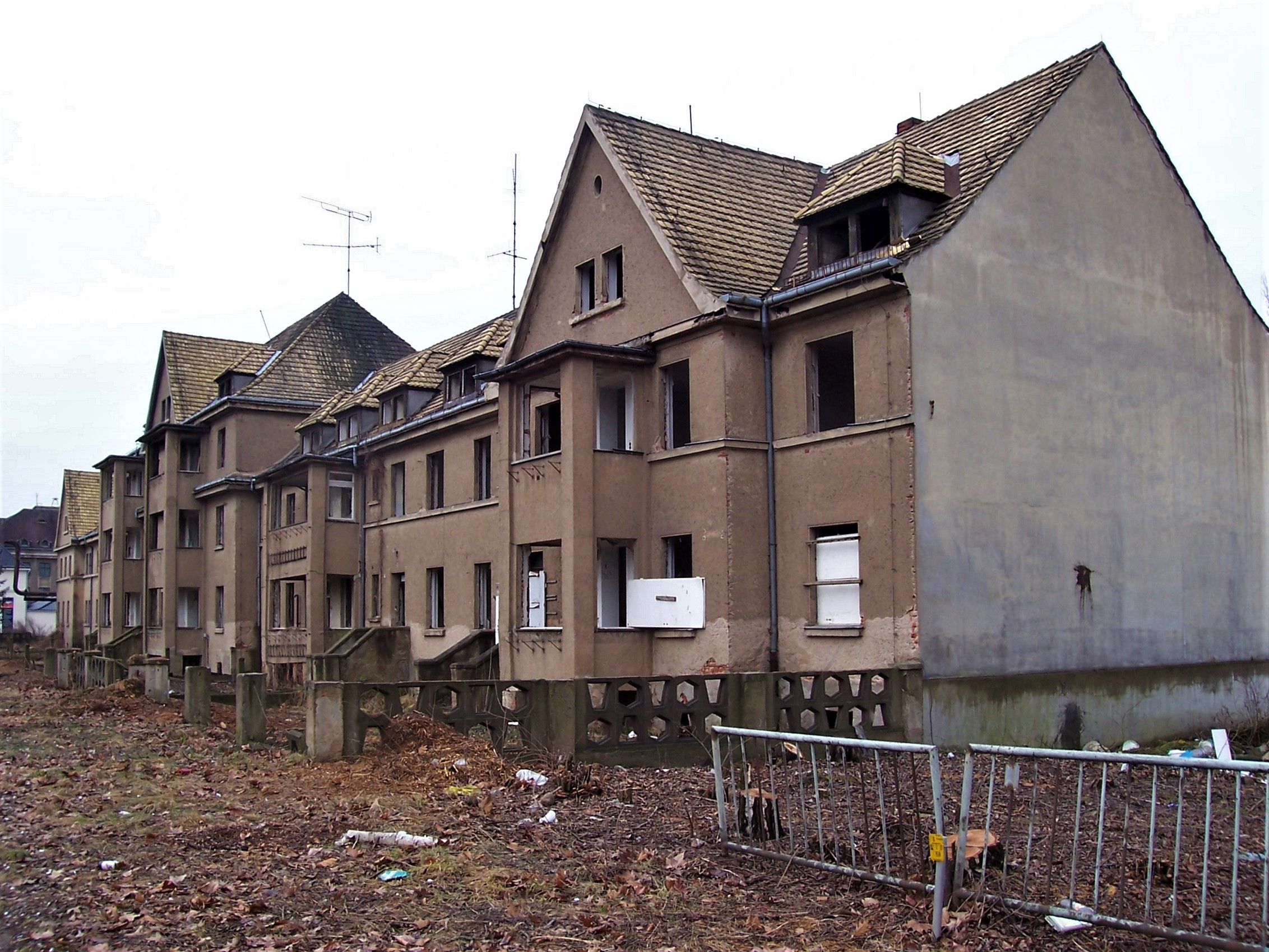
Für den Abbruch entkernte Häuser in Eilenburg

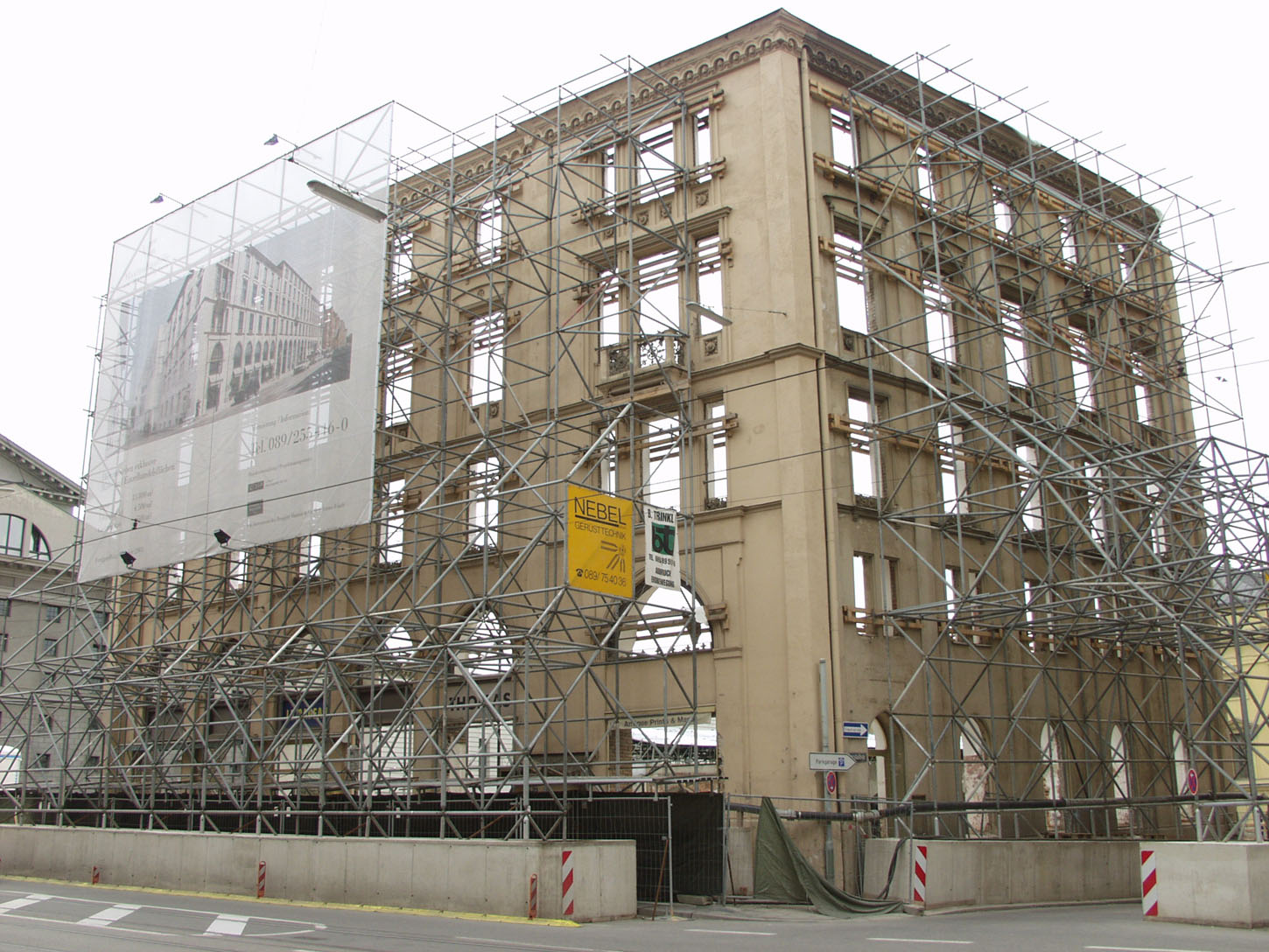
Vollständig entkerntes Gebäude in München. Die Fassade wird durch eine vorgelagerte Tragkonstruktion gehalten.

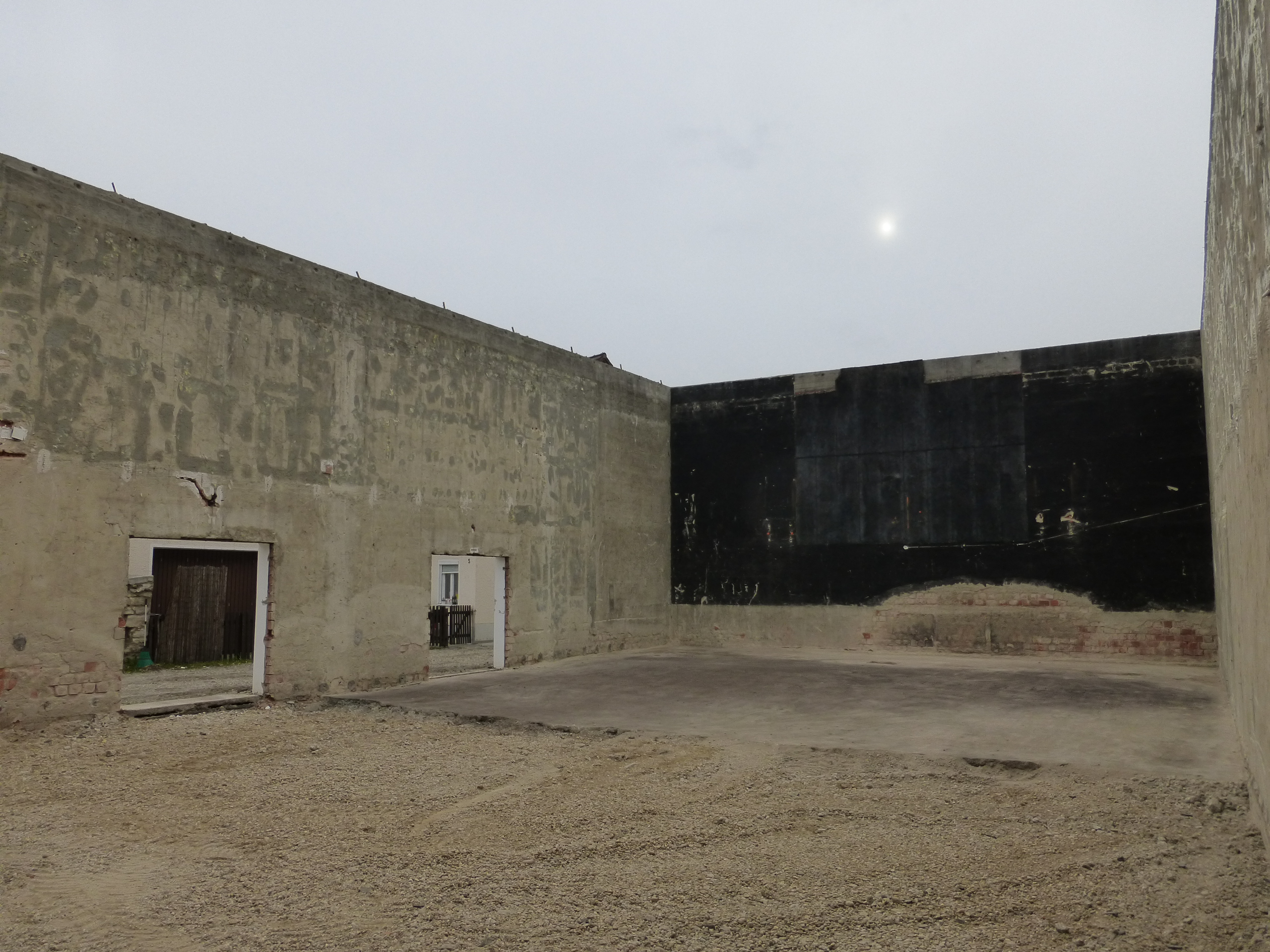
Vollständig entkerntes Kino in Abensberg. Der einzelne große Saal des alten Kinos wurde danach in mehrere kleine umgewandelt. Die Außenwände wurden aus baurechtlichen Gründen stehen gelassen.

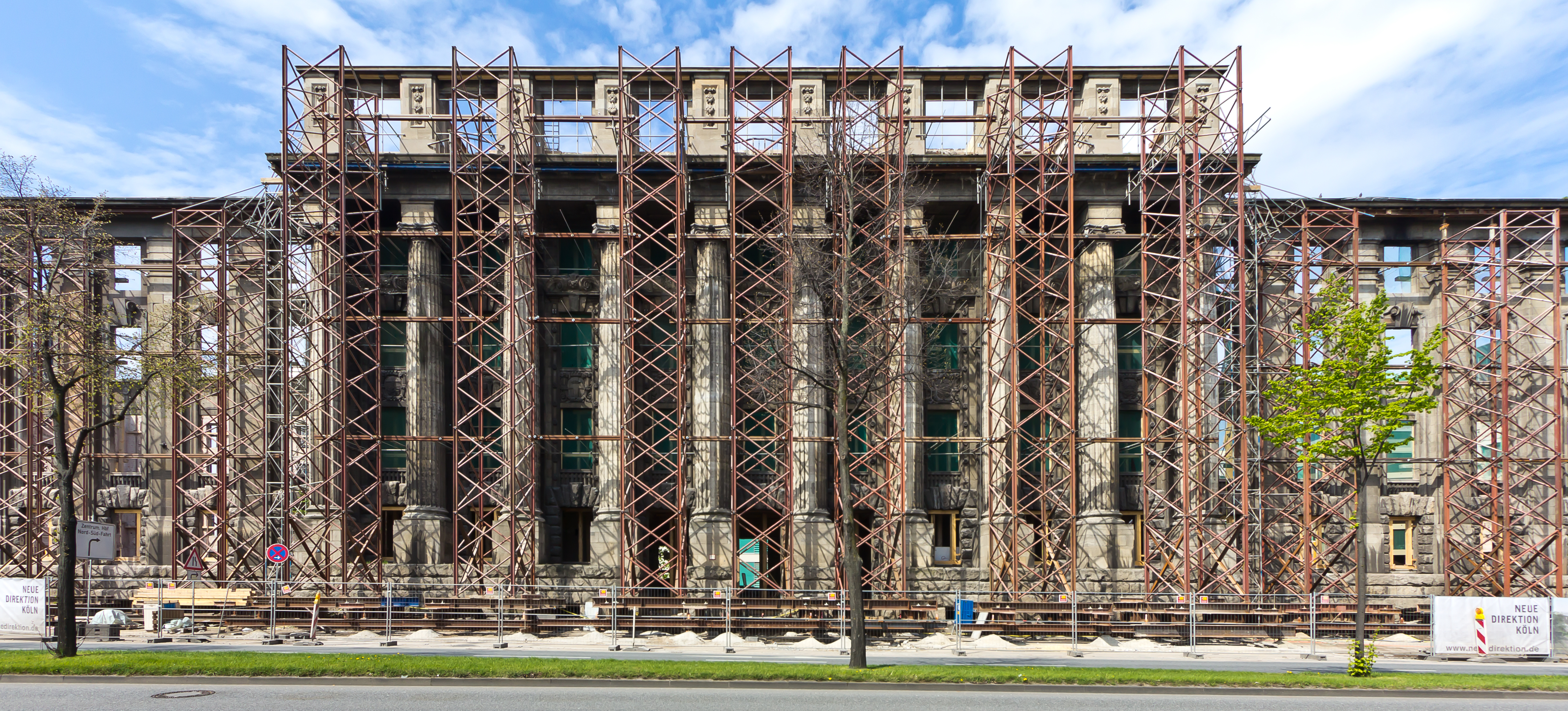
Die entkernte Reichsbahndirektion Köln im April 2013.

Als Entkernung versteht man im Bauwesen die mehr oder weniger weitreichende Entfernung des gesamten Innenausbaus eines Gebäudes.

## Entkernung als Abriss-Vorstufe
Entkernung bezeichnet in der Regel die vorbereitenden Maßnahmen für einen Abriss oder Teilabriss eines bestehenden Gebäudes. Nach der Beseitigung von Schadstoffen, wie Asbest, werden alle Einbauteile, wie Türen, Fenster, Böden, Unterdecken, nichttragende Innenwände sowie die Gebäudetechnik (Lüftung, Heizung, Sanitär und Elektro), entfernt. Es wird bis auf die statisch relevanten Bauteile zurückgebaut. Danach erfolgen weitergehende Arbeiten, wie Abriss oder Kernsanierung.
Da die Entsorgungskosten von Baumischabfällen deutlich höher sind als die der jeweiligen Einzelstoffe, hat die Entkernung in den letzten Jahren deutlich zugenommen.

## Entkernung zum Erhalt der Fassade
Bei dieser Entkernung handelt es sich um einen massiven baulichen Eingriff, bei dem auch tragende Elemente entfernt werden. Der Unterschied zum Abbruch eines Gebäudes liegt darin, dass bei der Entkernung beispielsweise aus Gründen des Denkmalschutzes das äußere Erscheinungsbild erhalten bleiben soll. Die ursprünglichen baukonstruktiven Eigenschaften und Funktionen werden dabei aber beseitigt, auch die wandfeste Ausstattung wie Treppen, Innentüren, Fußbodenbeläge oder Stuckarbeiten und Malereien wird meist vernichtet. Die Durchführung ist kostenintensiv, da während der Entkernungsarbeiten die Fassaden bautechnisch aufwändig abgestützt werden müssen. Eine Entkernung wird deshalb praktisch nur bei denkmalgeschützten und intensiv genutzten Gebäuden oder bei für das Ortsbild bedeutsamen Bauwerken angewendet.
Die Methode der Entkernung als Umgang mit historischen Gebäuden ist sehr umstritten, wobei Belange der Denkmalpflege, Stadtbildpflege und kommerzielle Interessen von Investoren sorgfältig abzuwägen sind. Daher gilt eine Entkernung als ein Kompromiss zwischen Denkmalschutz und Abriss, der noch am ehesten vertretbar erscheint, wenn durch frühere Umbauten oder Zerstörungen die wandfeste Ausstattung eines Gebäudes bereits verloren gegangen ist. Freilich hat eine Entkernung oft auch Auswirkungen auf die eigentlich zu erhaltende Fassade, beispielsweise wenn die neuen Geschossdecken auf anderen Höhen eingezogen werden und dadurch ursprüngliche Fenster horizontal teilen. Im anglo-amerikanischen Raum spricht man kritisch von Facadism (Fassadismus), als negativ belegtem Begriff.

### Beispiele
- Bayerpost, München
- Alter Braunschweiger Bahnhof
- Börse Frankfurt
- Deutsches Architekturmuseum, Frankfurt am Main[3]
- Garden Tower, Frankfurt am Main
- Reichsbahndirektion Köln
- Reichstagsgebäude, Berlin
- Rheinhallen, Köln
- Ständehaus, Düsseldorf
- Hauptbahnhof Stuttgart[4][5]
- Schloss Rantzau, Rantzau[6]
- Kaispeicher A, Hamburg (jetzt Elbphilharmonie)

### Entkernung als Abriss-Vorstufe
- Entkernung, auf baunetzwissen.de
- Entkernung und selektiver Rückbau von Gebäuden, auf kreislaufwirtschaft-bau.rlp.de

### Entkernung zum Erhalt der Fassade
- Fassadismus, auf stadtbild-deutschland.org
- Axel Tiedemann: Denkmalschutz in Hamburg. Wo nur die Fassade stehen bleibt, auf abendblatt.de, 21. November 2015, abgerufen am 31. Dezember 2023